# Astroneer
Astroneer (estilizado como ΛSTRONEER) é um jogo eletrônico de aventura espacial baseado em um mundo aberto desenvolvido pela System Era Softworks. O jogador é encarregado de colonizar planetas, criando estruturas e recursos de mineração. Astroneer não possui objetivos ou história definida. Uma versão pública de acesso antecipado foi lançada em 16 de Dezembro de 2016.

## Jogabilidade
Astroneer é um jogo em mundo aberto. Não há objetivos ou história definida e o jogador é livre para explorar o ambiente e jogar como desejar. No entanto, ainda há um elemento de sobrevivência, com o jogador possuindo necessidades básicas que devem ser atendidas.
O jogo não possui inimigos ou criaturas perigosas, mas há casos perigosos que poderão causar danos ao jogador ou a suas construções. Alguns dos obstáculos que o jogador terá de enfrentar são flora perigosa, tempestades de areia, e até mesmo quedas. O jogo também não possui combate jogador versus jogador, o que significa que os jogadores não têm a capacidade de lutar e matar uns aos outros, exceto através do uso da ferramenta de edição de terreno para enterrar ou fazer o outro jogador cair de um lugar alto.
Enquanto não há um objetivo obrigatório ou missão para se alcançar, a ideia principal do jogo é colonizar corpos celestes e recursos de mineração. Existem diferentes tipos de minerais que o jogador pode minerar, com alguns destes permitindo aos jogadores melhorar seus veículos, sua colônia, suas máquinas ou qualquer outra de suas construções. O jogador pode construir máquinas, plataformas, habitats e outras estruturas para ajudar no processo de mineração e colonização.
Outro ponto importante em Astroneer é a exploração. O jogador tem a capacidade de terraformar o solo a seu gosto, que pode ser usado a critério do jogador. Em muitos planetas, naves espaciais e ex-colônias abandonadas podem ser encontradas pela superfície, geralmente um tanto afundados no terreno. O jogador pode descobrir esses destroços e recuperar recursos deles para serem utilizados. Cada jogador está equipado com uma ferramenta de terraformação que está sempre disponível para uso.
O jogador tem barras de energia e de oxigênio, que se esgotam de maneiras diferentes. O jogador vai esgotar lentamente, mas constantemente, o seu suprimento de oxigênio à medida que se move. O oxigênio se esgota mais rápido dependendo de quão rápido ou quanto o jogador está se movendo. O oxigênio não se regenerará a menos que o jogador esteja próximo de sua colônia, nave espacial, ou a um assento de um veículo. Sem oxigênio o jogador sufocará.
A energia não se esgotará a menos que o jogador utilize certos objetos, como a ferramenta de terraformação. Quando o traje espacial não possui energia, a lanterna do traje desliga-se automaticamente e nada que necessite de energia pode ser utilizado. Ao contrário do oxigênio, a energia é lentamente recarregada, mas a velocidade de carregamento aumenta se o jogador estiver próximo de sua colônia, nave espacial, ou esteja no assento de um veículo. 
Os jogadores podem usar objetos como tanques de armazenamento (para oxigênio), ou baterias (para energia), para aumentar a capacidade de armazenagem antes do esgotamento total.
O jogador cria ferramentas e objetos usando uma impressora tridimensional. O traje do jogador está equipado com uma pequena impressora; no entanto, o jogador deve adquirir uma impressora de tamanho completo para criar objetos maiores. O jogador também pode criar veículos terrestres, como rovers, para viajar através de superfícies com facilidade, e cabos e extensões, que conectam o jogador à sua nave espacial, regenerando poder e oxigênio e energia, assim alcançando distâncias mais longas e aumentar o tamanho de sua base.
O jogo possui um modo multiplayer online. Em janeiro de 2017 foi adicionado um modo multiplayer multiplataforma que permite usuários de Xbox One e Windows 10 jogarem entre si. Além disso, um modo cooperativo local (LAN) também está sendo planejado para implementação ao jogo.

## Desenvolvimento
Astroneer é desenvolvido e produzido pela System Era Softworks. Astroneer foi lançado em 16 de dezembro de 2016 para acesso antecipado no Xbox One, Windows 10 e Steam. Em 6 de fevereiro de 2019 lançou a atualização 1.0. Em 15 de novembro de 2019 foi lançado para PlayStation 4.

## Prêmios e indicações
| Ano  | Premiação                   | Categoria                                      | Resultado |
| ---- | --------------------------- | ---------------------------------------------- | --------- |
| 2019 | SXSW Gaming Awards          | Voz do Jogador                                 | Venceu    |
| 2019 | 2019 Webby Awards           | Jogo de Aventura                               | Venceu    |
| 2019 | 2019 Webby Awards           | Melhor Direção de Arte (Voz do Povo)           | Venceu    |
| 2019 | 2019 Webby Awards           | Melhor Design de Jogo (Voz do Povo)            | Venceu    |
| 2019 | 2019 Webby Awards           | Melhor Experiência do Usuário                  | Venceu    |
| 2019 | 2019 Webby Awards           | Melhor Design Visual (Voz do Povo)             | Venceu    |
| 2019 | Steam Awards 2019           | Estilo Visual Excecional                       | Indicado  |
| 2020 | 18th Annual G.A.N.G. Awards | Melhor design de som para um jogo independente | Indicado  |
| 2020 | 2020 Webby Awards           | Criador Independente                           | Venceu    |